# Tendó flexor comú
El tendó flexor comú és un tendó que s'uneix a l'epitròclea (apòfisi medial i distal de l'húmer).
Serveix com a punt de fixació superior per als músculs flexors superficials de la part davantera de l'avantbraç:
- Cubital anterior[1]
- Palmar menor
- Palmar major
- Pronador rodó
- Flexor comú superficial dels dits